# Krzysztof Chmielewski
Krzysztof Chmielewski (ur. 8 czerwca 2004) – polski pływak specjalizujący się w stylu motylkowym, wicemistrz świata i Europy, finalista igrzysk olimpijskich.

## Kariera
W maju 2021 roku podczas mistrzostw Europy seniorów w Budapeszcie był dziewiąty w konkurencji 200 m stylem motylkowym.
Trzy miesiące później, na mistrzostwach Europy juniorów w Rzymie zwyciężył na dystansie 200 m stylem motylkowym z czasem 1:56,29. 
Podczas igrzysk olimpijskich w Tokio w półfinale 200 m stylem motylkowym uzyskał czas 1:55,29 i jako pierwszy Polak od 9 lat zakwalifikował się do finału olimpijskiego w konkurencjach pływackich. W finale uzyskał czas 1:55,88 – dało to Polakowi ósmą pozycję.
Podczas Mistrzostw Świata w Pływaniu 2023 zajął drugie miejsce w konkurencji 200 m stylem motylkowym.
Na Mistrzostwach Świata w Pływaniu 2025 zajął drugie miejsce w konkurencji 200 m stylem motylkowym z czasem 1:52.64 ustanawiając nowy rekord Polski.